# Echolink

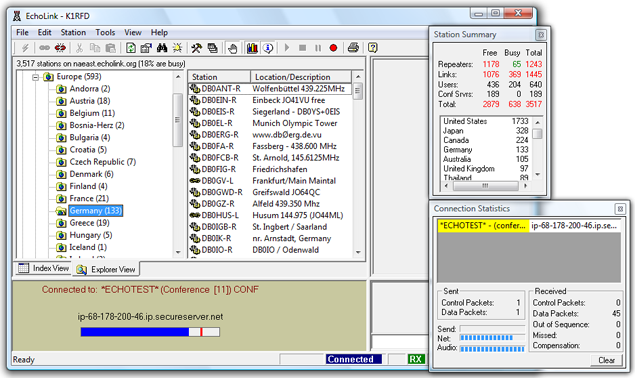

Echolink es un programa que se ejecuta en Microsoft Windows para permitir que los aficionados de radio para comunicarse entre sí utilizando voz sobre IP (VoIP).Fue diseñado por Jonathan Taylor, un radioaficionado con indicactivo de llamada K1RFD.
El programa permite conexiones fiables en todo el mundo que debe hacerse entre los radioaficionados, en gran medida mejora las capacidades de comunicación. En esencia es la misma que otras aplicaciones de VoIP (como Skype), pero con la única adición de la capacidad de enlace entre estaciones de radioaficionados.
Antes de utilizar el sistema es necesario que el eventual usuario de la llamada deba ser validado. El sistema exige que cada nuevo usuario proporcione una prueba de identidad y licencia de operación de radioaficionado antes de que su indicativo se añada a la lista de usuarios validados.

## Usos
El software puede operar en uno de los siguientes modos:
- Modo de usuario único. Si se posee un ordenador conectado a Internet, puede utilizar el micrófono del ordenador y conectarse a los altavoces. Echolink habilita otros equipos a través de la Internet y permite hablar con los aficionados en el otro extremo.
- Modo Administrador. Esto implica la conexión de su propio transceptor VHF o UHF a su PC conectado a Internet con un diseño especial de interfaz de hardware. Hacer esto permite conectarse a otra emisora de radio con su propio transceptor, que está dentro de la banda de radio en esta estación o para comunicarse con (o por) cualquier otra estación de Echolink equipados en cualquier parte del mundo. Esta es la característica única de Echolink.

## Compatibilidad de Echolink con otros Sistemas Operativos
Existen paquetes del software de código abierto que son en gran medida compatibles con Echolink y están disponibles para Macintosh (EchoMac) y Linux (echoLinux o SvxLink / Qtel), pero en la actualidad (febrero de 2007) tienen funciones limitadas en comparación con la versión para Windows, por lo menos cuando se comparan las aplicaciones de escritorio.
Nota: este software está diseñado para ejecutarse en Microsoft Windows, pero también ha sido conocido por trabajar sobre varias distribuciones de Linux a través del Wine.